# Martin Garrix
Pour les articles homonymes, voir Garritsen et GRX.
Martin Garrix, de son vrai nom Martijn Garritsen (né le 14 mai 1996 à Amstelveen), est un disc jockey, compositeur et producteur musical néerlandais. Il se fait connaître mondialement avec son titre Animals, en 2013. Ses titres Don't Look Down (2015), In the Name of Love (2016), Scared to Be Lonely (2017) ou Ocean (2018) comptent parmi ses plus grands succès. 
Après avoir quitté la maison de disque Spinnin' Records il fonde son propre label Stmpd Rcrds en 2016. Il est élu à cinq reprises meilleur DJ au monde selon le magazine britannique DJ Mag (2016, 2017, 2018, 2022 et 2024).

## Biographie
La passion de Martijn Garritsen pour la musique apparaît tôt. Il commence la guitare à l'âge de six ans. En 2004, à l'âge de huit ans, il exprime son intérêt pour le métier de DJ après avoir vu à la télévision son compatriote Tiësto jouer aux Jeux olympiques d'Athènes. Martijn Garritsen est notamment enthousiasmé par la piste Traffic, ce qui le pousse à télécharger le logiciel spécialisé FL Studio pour commencer à composer ses propres morceaux. Il termine l'académie Brood Herman, une école de production à Utrecht, mais suivra également un temps des études de sculpture et architecture. À l'âge de quatorze ans, il est déjà Ghost Producer et compose des morceaux pour d'autres disc-jockeys. Il produit également des morceaux avec son autre nom d'artiste GRX, dont Gamer avec Bassjackers puis Psycho avec Yellow Claw et Cesqeaux en 2013, et Can't You See avec Shermanology en 2014.

### Débuts etAnimals(2012-2013)

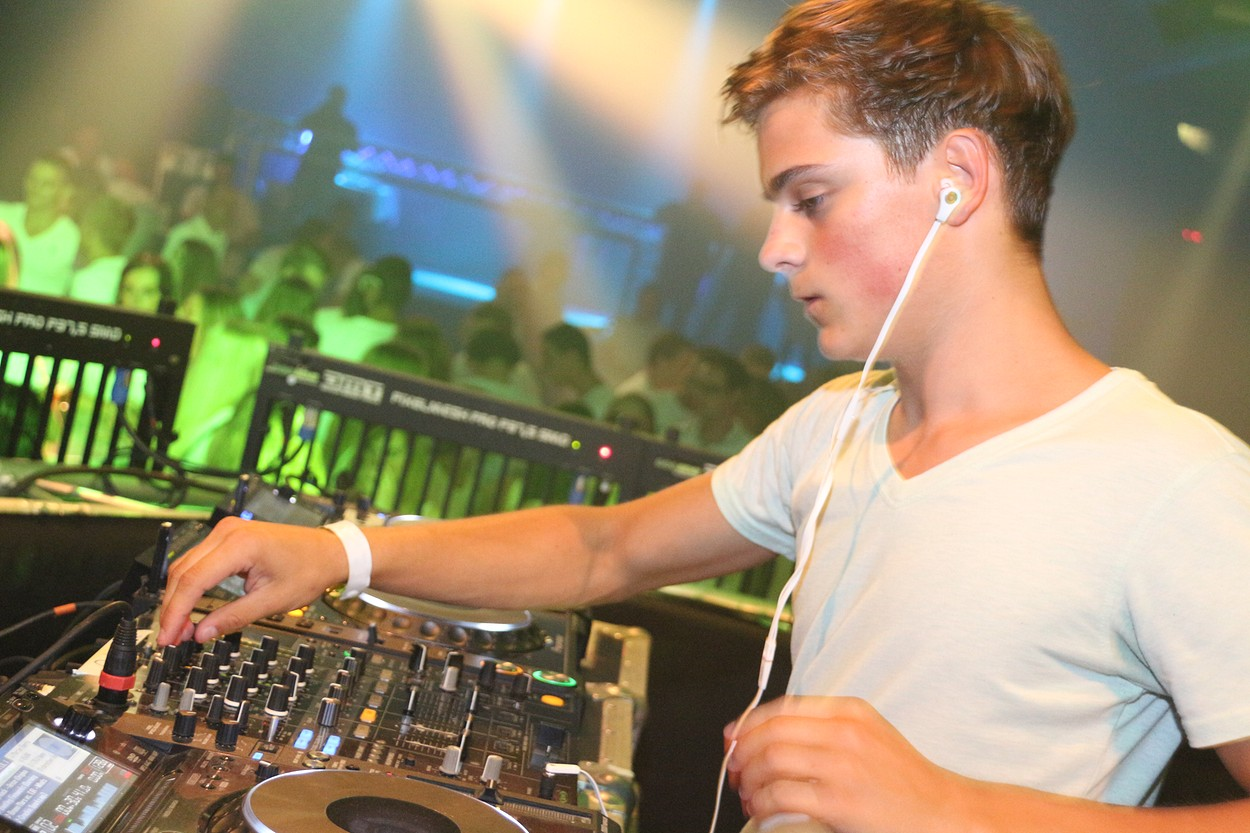
Martin Garrix au Midsummer White 2013.

Martin Garrix a seulement seize ans lorsqu'il commence sa carrière en 2012 avec ITSA, un single réalisé avec Sleazy Stereo. Suivent Keygen, qu'il réalise lui-même, et BFAM réalisé avec Julian Jordan, un autre artiste du label Spinnin' Records. Cette même année, il remporte le trophée du SLAM ! FM DJ Talent. Sa réorchestration de Your Body de Christina Aguilera apparaît sur la version deluxe de l'album Lotus de la chanteuse.
Il sort l'année suivante le single Torrent avec Sidney Samson sur le label néerlandais Musical Freedom, puis Error 404 avec Jay Hardway, et Just Some Loops avec TV Noise,.

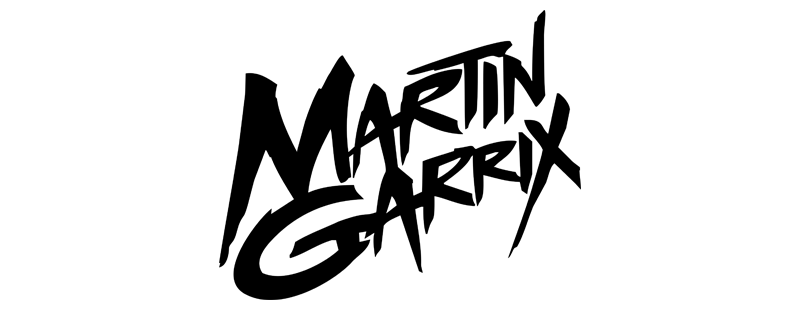
Logotype utilisé par Martin Garrix entre 2012 et 2014.

Martin Garrix se fait connaître internationalement cette année 2013 avec la sortie du single Animals qui devient un succès planétaire, se classant dans les premières places des classements européens. Rapidement, il devient le plus jeune artiste à atteindre la place numéro 1 sur Beatport,,,. Pourtant, à cette période, peu de personnes estiment que ce succès sera durable. Plus tard, il réorchestre également le titre Project T du duo Dimitri Vegas & Like Mike en collaboration avec Sander van Doorn, titre qui atteint la première place des classements sur Beatport. Le morceau sort fin septembre 2013. Le DJ annonce, à la suite du succès de son titre Animals, ne souhaiter en aucun cas devenir un one-hit dude, ce qui sera confirmé par un second succès, Wizard, en collaboration avec Jay Hardway. Le titre se classe 6e des classements en Belgique et 17e aux Pays-Bas. Le morceau est joué une première fois, lorsque Martin Garrix est personnellement invité par Tiësto à mixer dans son concert solo au cours de l'Amsterdam Dance Event 2013 ; Tiësto, ainsi que dans une moindre mesure Guetta, soutiennent clairement le jeune DJ. Martin Garrix est alors classé 40e du Top 100 DJ du DJ Mag,. Martin Garrix signe chez Scooter Braun Projects en novembre 2013, label de management de Scooter Braun.

### Collaborations et succès grandissant (2014-2015)
Au début de l'année 2014, Martin Garrix sort une version éditée du morceau Crackin de Bassjackers, puis peu après Helicopter en collaboration avec Firebeatz. Il se classe numéro 2 sur « Beatport Top 100 charts » pendant deux semaines. La même année, il sort aussi Proxy, disponible en téléchargement gratuit sur SoundCloud afin de remercier ses fans pour « sa grande année 2013 ». Il publie également sur le label Spinnin' Records une collaboration avec Dimitri Vegas & Like Mike nommée Tremor, et une collaboration avec Sander van Doorn et DVBBS intitulée Gold Skies. En juin, il participe au Summer Festival à Anvers puis, le mois suivant, il se produit aux concerts à Rouen devant 70 000 spectateurs et à Tomorrowland, le festival électro de référence, en Belgique. Au total, il fera 140 dates cette année-là.
Entre-temps, le 7 juillet 2014, il sort une version éditée de Backlash de DubVision. Le lendemain, Martin Garrix publie son premier EP, intitulé Gold Skies EP, tout d'abord disponible uniquement aux États-Unis, au Canada et au Mexique. Martin Garrix commercialise le single Turn Up the Speakers, le 25 août, en collaboration avec Afrojack. Le titre reste numéro 1 sur Beatport pendant quelques jours. Mi-septembre, Martin Garrix dévoile, avant sa sortie officielle, une version de son nouveau titre Virus (How About Now) en collaboration avec MOTi. Le morceau sort finalement le 13 octobre sur Spinnin' Records. Ce morceau dépasse les deux millions de vues sur YouTube et sur SoundCloud, avant même la sortie officielle. Martin Garrix est alors monté à la 4e place du Top 100 DJ de DJ Mag gagnant 36 places en un an ; dans ce même magazine, Florian Picasso parlera plus tard d'un « succès fulgurant » pour résumer la carrière de Martin Garrix.
Au début de 2015, Danny Howard joue sur la station de radio britannique BBC Radio 1, la première de Forbidden Voices, le nouveau single de Martin Garrix, disponible en téléchargement gratuit sur son site officiel pour remercier ses dix millions de fans sur Facebook. Le titre sort le 6 février 2015. Le même jour, il modifie également son site officiel ainsi que son logo. En mars, il annonce sur les réseaux sociaux son nouveau single Don't Look Down, en collaboration avec Usher. Le titre est disponible le 17 mars avec un lyrics. À la fin du mois, à l'Ultra Music Festival à Miami, il présente de nouvelles pistes inédites, et notamment des collaborations avec Ed Sheeran, Matisse & Sadko (en), Tiësto, David Guetta, Avicii ou encore Hardwell. The Only Way Is Up sort début mai, en collaboration avec Tiësto sur le label de celui-ci, Musical Freedom. Quelques semaines plus tard, Avicii publie une version lyrique du titre Waiting for Love, coproduit par Martin Garrix. Fin juin, Martin Garrix dévoile un extrait de son nouveau titre Dragon en collaboration avec Matisse & Sadko, qui sort finalement au début du mois suivant chez Spinnin' Records. Au même moment, il annonce, avec le clip vidéo, que son titre Break Through the Silence, toujours en collaboration avec Matisse & Sadko, arrivera une semaine après.
Il réorchestre le titre Can't Feel My Face de The Weeknd, commercialisé fin août. Dans la foulée, il annonce qu'il quitte Spinnin' Records et MusicAllStars. Le label l'avait signé lors de l'adolescence, sans imaginer qu'il deviendrait une telle star. Le départ de chez Spinnin' reste « douloureux », mais également houleux sur le sujet des droits devant revenir à chaque protagoniste ; un terrain d'entente est finalement trouvé. Entre-temps, une étude du magazine Forbes le classe dans sa liste des « DJs millionnaires » rejoignant ainsi David Guetta ou Calvin Harris.
Le 16 octobre 2015, lors de la remise des récompenses du Top 100 DJ Mag à l'Amsterdam Dance Event, il entre sur le podium des trois disc-jockeys les plus populaires de la planète en se classant 3e. Deux semaines plus tard, il sort son single Poison, joué en introduction de son set à l'Amsterdam Dance Event, et disponible en téléchargement gratuit. Le 19 novembre, il annonce la création de son propre label dans l’émission de télévision néerlandaise Dino.

### Stmpd Rcrds et récompenses mondiales (2016)

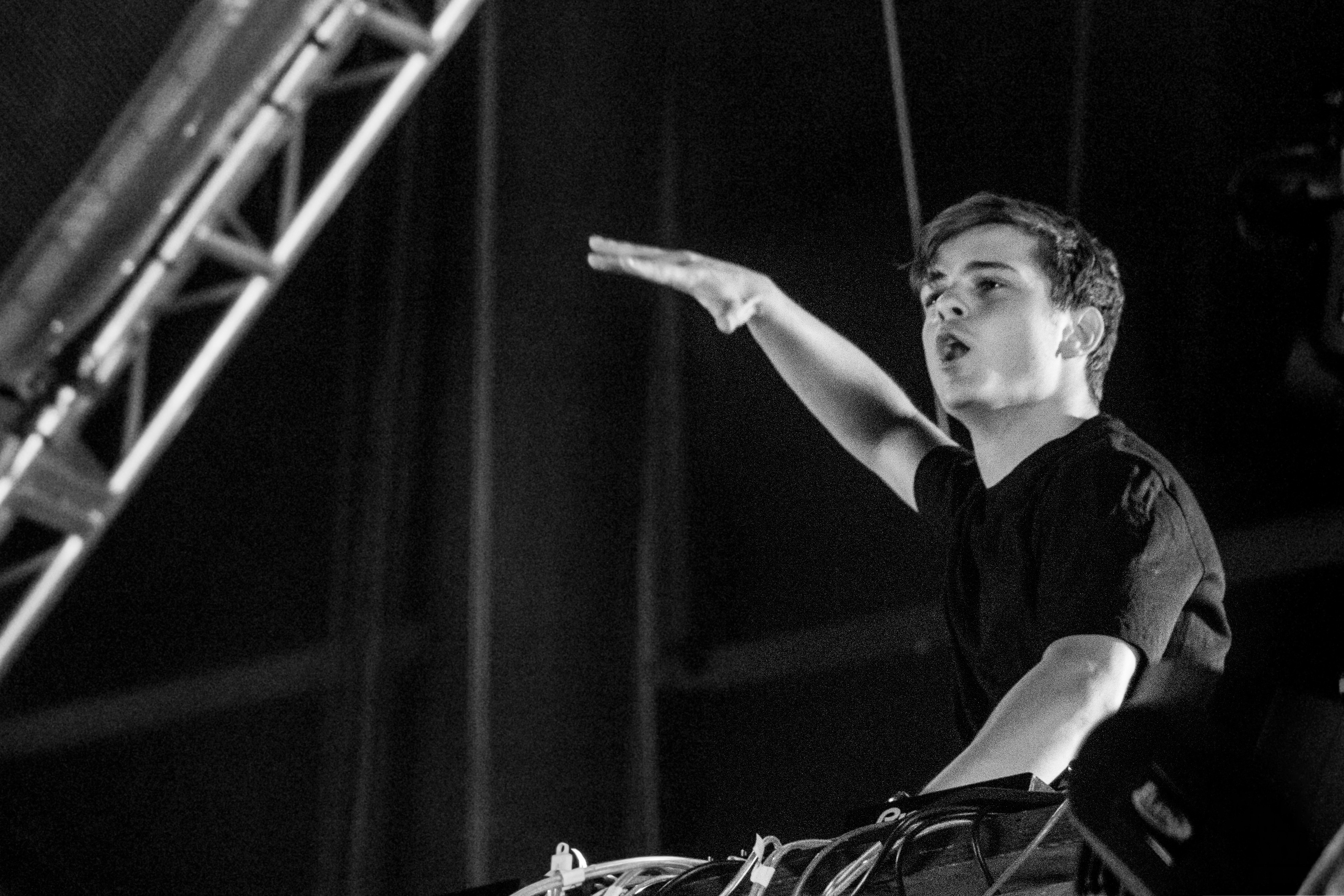
Martin Garrix à l'édition 2016 du VELD Music Festival.

Le 4 mars 2016, Martin Garrix annonce sur ses réseaux sociaux la création de son label appelé Stmpd Rcrds. Il sortira le 11 mars 2016 son premier titre, sous ce nouveau label, intitulé Now That I've Found You, en collaboration avec les chanteurs suédois John Martin et Michel Zitron. Le DJ continue la création de singles en sortant, le 13 juin 2016, en collaboration avec l'Electronic Entertainment Expo 2016 (communément appelé E3 2016), le single Oops qui sera la musique thème de cette exposition.
Il sort, le 29 juillet 2016, le single In the Name of Love, en collaboration avec Bebe Rexha. Ce titre connaîtra un succès mondial, avec une certification de disque de diamant en France, un triple disque de platine aux États-Unis et un double disque de platine au Royaume-Uni. Il sort cette même année un EP appelé Seven. Cet EP est annoncé le 14 octobre 2016 sur les réseaux sociaux du DJ. Ces musiques sont accompagnées de clips vidéo où des artistes peignent une toile pour chaque single.
En 2016, Martin Garrix remporte de nombreuses récompenses, le 12 octobre 2016, lors du NRJ DJ Awards 2016, Martin Garrix remporte deux récompenses : celle du Meilleur DJ International et celle de la Meilleure Performance Live. Le 19 octobre 2016, le DJ néerlandais atteint pour la première fois la première place du DJ Mag Top 100. Le 7 novembre 2016, Martin Garrix remporte deux autres récompenses : celui du Best Electronic Act et celui du Best World Stage délivré par les MTV Europe Music Awards. Ces récompenses sont en partie expliquées par le succès de son single In The Name Of Love.

### Succès mondiaux, partenariat et victoire judicaire (2017)

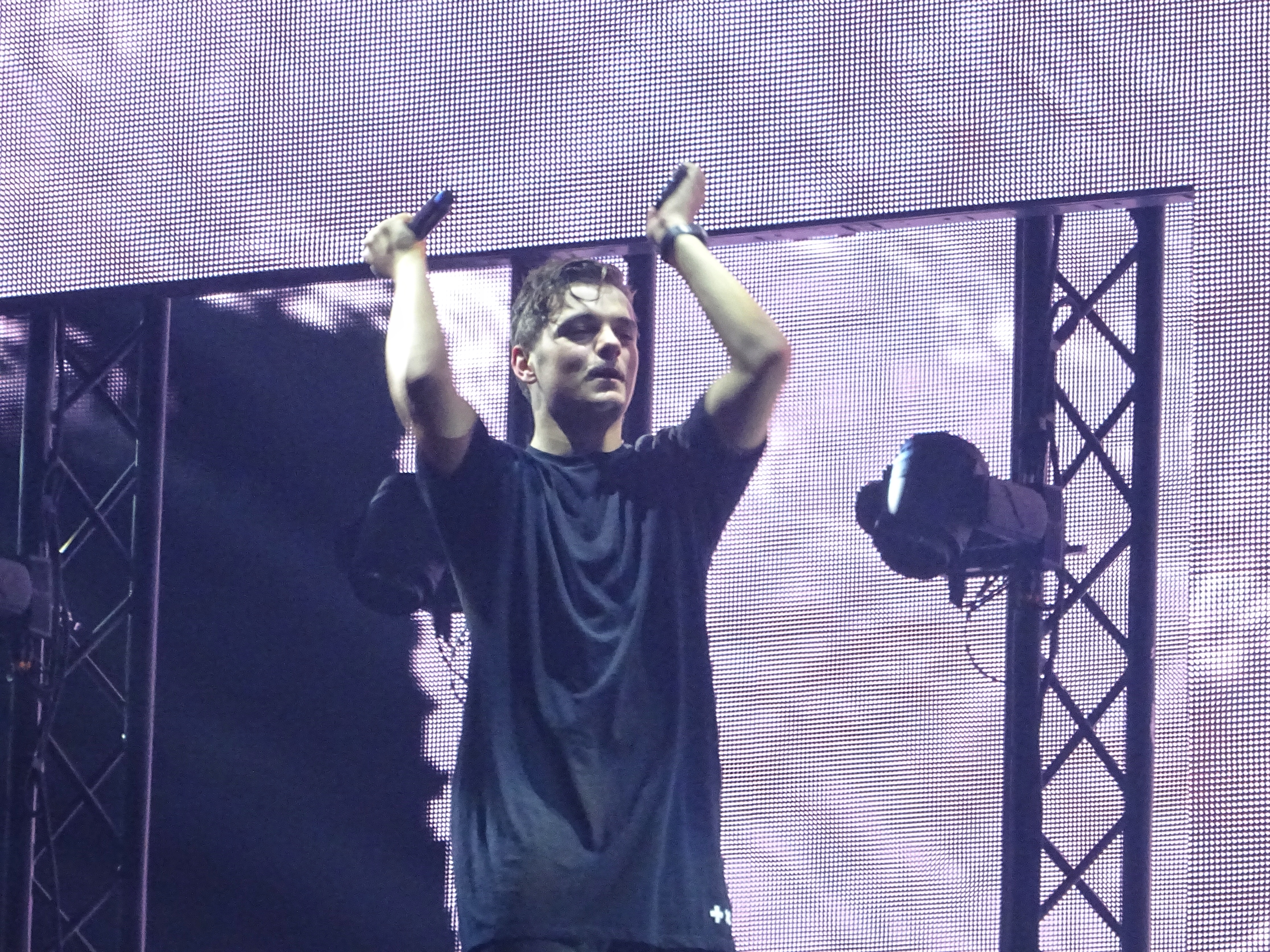
Martin Garrix à l'édition 2017 du World Club Dome Winter.

Le 27 janvier 2017, Martin Garrix sort son single Scared to Be Lonely, en collaboration avec la chanteuse britannique Dua Lipa. Ce titre connaîtra un succès mondial avec un disque de diamant en France, un double disque de platine aux États-Unis et un double disque de platine au Royaume-Uni. Il sortira en ce début d'année 2017 deux autres singles : Byte sorti le 7 avril 2017 en collaboration avec le DJ néerlandais Brooks, et There For You sorti le 26 mai 2017 en collaboration avec le chanteur australien Troye Sivan. Ce dernier single connaîtra à son tour un succès mondial avec un disque d'or en France, un disque de platine aux États-Unis et un disque d'argent au Royaume-Uni.
Lors de l'édition 2017 du festival Tomorrowland, Martin Garrix dévoile des futurs singles, notamment une collaboration avec David Guetta, Jamie Scott et Romy Dya, intitulé So Far Away, mais aussi le single Pizza. Le DJ profite de cette édition du festival pour dévoiler son nouvel alias "Ytram", pseudonyme qu'il utilisera pour créer des singles dans un style house.
En juillet 2017, Martin Garrix devient l'ambassadeur de la campagne automne 2017 d'Armani Exchange, filiale de Giorgio Armani. Le DJ était invité par la marque pour être DJ lors d'un événement à New York. Cette année 2017 est marquée pour le DJ par la victoire du procès face à son ancien label Spinnin' Records. En effet après avoir quitté ce label en 2015, Martin Garrix avait entamé des procédures judiciaires afin de récupérer les droits de ses singles. Le DJ avait rejoint le label alors qu'il n'avait que 14 ans et accuse son ancien manager de l'avoir piégé. Il remporte cette bataille judiciaire en récupérant les droits de ses anciens singles, notamment du titre Animals, et en touchant une somme estimé à 6,7 millions d'euros. Le 24 octobre 2017, Martin Garrix est élu pour la deuxième fois meilleur DJ de l'année par le DJ Mag Top 100.

### Jeux olympiques d'hiver etBYLAW(2018)
Le 22 février 2018, Martin Garrix sort une nouvelle collaboration avec David Guetta et Brooks intitulée Like I Do. Trois jours plus tard, il participe à la cérémonie de clôture des Jeux olympiques d'Hiver 2018 à Pyeongchang. Il devient alors le DJ le plus jeune ayant participé à une cérémonie des jeux olympiques. Durant cette cérémonie il joue ses singles : Animals, Forever, Together, Pizza, Like I Do, Scared to Be Lonely et Turn Up The Speakers.
Il enchaîne la sortie de nouveaux singles : le 20 avril 2018 le titre intitulé Game Over avec Loopers, le 15 juin le single intitulé Ocean avec Khalid et le 30 juillet le single High on Life avec le chanteur Bonn. Ce dernier single a été dévoilé lors de l'édition 2018 de Tomorrowland où Martin Garrix était l'un des artistes vedettes.
Le DJ néerlandais continue de sortir des singles tout au long de l'année. Le 21 août, il sort en collaboration avec Icona Pop et CMC$ le single X's sous son alias GRX. Le 27 septembre, Martin Garrix sort en collaboration avec Justin Mylo et Dewain Whitmore, le single Burn Out en partenariat avec la marque Axe.
En octobre 2018, le DJ annonce la sortie de cinq nouveaux singles qui constitueront l'EP BYLAW, ces singles sont Breach (Walk Alone) avec Blinders, Yottabyte, Latency avec Dyro, Access et Waiting For Tomorrow avec Pierce Fulton et Mike Shinoda. Toujours en octobre, il est élu pour la troisième fois meilleur DJ de l'année par le DJ Mag Top 100. Martin Garrix sort en fin d'année deux singles : le premier, le 1er novembre 2018 intitulé Dreamer en collaboration avec Mike Yung, et le deuxième, le 14 décembre 2018, intitulé Game Over en collaboration avec le DJ Julian Jordan.

### De la tournée des festivals à la pandémie de Covid-19 (2019-2020)
Lors de l'année 2019, Martin Garrix participe à de nombreux festivals tout au long de l'année, notamment l'Ultra Australia en février, le Tomorrowland Winter en mars, l'Ultra Music Festival en avril, l'Ultra Korea et l'Ultra Singapore en juin, Les Vieilles Charrues en juillet, et l'Untold Festival et Creamfields en août. Martin Garrix sort tout au long de l'année des singles : Le 21 février, il sort No Sleep, en collaboration avec Bonn, le 4 avril, le titre Mistaken sort en collaboration avec Matisse & Sadko et Alex Aris, le 25 mai 2019, Martin Garrix sort le tube Summer Days avec Macklemore et Patrick Stump, le 18 juillet, Martin Garrix sort le titre These Are The Times avec JRM, le 16 août, le titre Home sort en collaboration avec Bonn, le 31 octobre, Martin Garrix dévoile Used to Love, avec le chanteur Dean Lewis et le 27 décembre il sort le single Hold On avec le duo russe Matisse & Sadko et le chanteur suédois Michel Zitron.
En 2020, cette tournée des festivals est interrompue par la pandémie de Covid-19, mais le DJ néerlandais trouvera des alternatives, en effet le 27 avril 2020, Martin Garrix se produit, pour le King's Day, du haut de la A'DAM Tower, le 6 mai 2020, Martin Garrix propose une performance sur son bateau navigant sur des rivières et canaux néerlandais.
Durant cette année 2020, le DJ sort deux singles : Drown, sorti le 27 février avec le chanteur Clinton Kane, et le 14 mai Higher Ground avec John Martin.

### UEFA Euro 2020 et renouveau musical (depuis 2021)
En avril 2021, le DJ néerlandais devient l'ambassadeur de la marque JBL. À l'issue de ce partenariat, JBL et Martin Garrix créent une édition spéciale de l'enceinte JBL Flip 6 ornée du logo du DJ. De plus, le DJ crée la Music Academy en partenariat avec JBL, le but étant de promouvoir de jeunes artistes avec un programme de trois jours dans les studios de Stmpd Rcrds.
À l'occasion de son 25e anniversaire, le 14 mai 2021, Martin Garrix sort le single We Are The People avec Bono et The Edge du groupe irlandais U2. Cette musique est l'hymne de l'UEFA Euro 2020. Martin Garrix donne une performance virtuelle pour la cérémonie d'ouverture de l'UEFA Euro 2020 avec Bono et The Edge au Stadio Olimpico de Rome. Le trio participe également à la cérémonie de clôture de cette compétition au stade Wembley à Londres.
Le 13 novembre 2021, Martin Garrix sort son premier album en duo avec le chanteur Maejor Ali, l'album s'intitule Greatest Hits Vol.1 et comporte 12 titres. En plus de cet album, Martin Garrix sort quatre autres singles en 2021 : Pressure sorti le 5 février avec la chanteuse suédoise Tove Lo, Love Runs Out sorti le 6 août avec la chanteuse américaine Sasha Alex Sloan et le rappeur américain G-Eazy, Diamonds sorti le 8 octobre avec le DJ néerlandais Julian Jordan et le rappeur britannique Tinie Tempah, et Won't Let You Go sorti le 10 décembre avec le duo russe Matisse & Sadko.
En 2022, Martin Garrix sort son premier album solo, intitulé Sentio. L'album est composé de 11 titres avec des artistes comme le DJ Zedd, le DJ Mesto, le duo Matisse & Sadko, le duo DubVision ou encore le chanteur maltais Shaun Farrugia. Lors de l'année 2022, Martin Garrix sort trois autres singles : Loop sorti le 15 juillet avec DallasK et la chanteuse Sasha Alex Sloan, Something sorti le 1er août avec Breathe Carolina et Hero sorti le 6 décembre avec JVKE en collaboration avec les studios Marvel pour la sortie du jeu mobile Marvel Snap. Il est élu en 2022, pour la quatrième fois le meilleur DJ de l'année par le DJ Mag Top 100.
En 2023, Martin Garrix sort deux muorceaux : Hurricane sorti le 2 juin avec Sentinel et Bonn, et Real Love sorti le 22 septembre avec Lloyiso.
En 2024, Martin Garrix sort un nouvel EP appelé IDEM, contenant quatre titres : Carry You avec Third Party, Oaks et Declan J Donovan, Breakaway avec Mesto et WILHELM, Biochemical avec Seth Hills et Empty avec DubVision et Jaimes. Le 7 juin 2024, Martin Garrix sort Wherever You Are avec le duo DubVision et le chanteur Shaun Farrugia.

## Discographie

### Albums studio
- 2022 : Sentio

## Distinctions
Il s'agit d'une liste de prix reçus par Martin Garrix.
| Année | Prix                    | Catégorie                                | Nomination    | Résultat | Réf.    |
| ----- | ----------------------- | ---------------------------------------- | ------------- | -------- | ------- |
| 2013  | Dance Music Awards      | Best Electro / Progressive Track         | Martin Garrix | Lauréat  | [ 99 ]  |
| 2013  | Dance Music Awards      | DJ de l'année                            | Martin Garrix | Lauréat  | [ 99 ]  |
| 2013  | Dance Music Awards      | Nouvel arrivant de l'année               | Martin Garrix | Lauréat  | [ 99 ]  |
| 2014  | The Buma Awards         | Meilleure chanson                        | Animals       | Lauréat  |         |
| 2014  | NRJ DJ Awards           | Meilleure musique                        | Animals       | Lauréat  | [ 100 ] |
| 2014  | NRJ DJ Awards           | Meilleure performance scénique           | Martin Garrix | Lauréat  | [ 100 ] |
| 2015  | YouTube Music Awards    | 50 artistes à surveiller                 | Martin Garrix | Lauréat  | [ 101 ] |
| 2015  | MTV Europe Music Awards | Meilleur artiste de musique électronique | Martin Garrix | Lauréat  | [ 102 ] |
| 2016  | MTV Millennial Awards   | Beat Guru                                | Martin Garrix | Lauréat  | [ 103 ] |
| 2016  | MTV Europe Music Awards | Meilleur artiste de musique électronique | Martin Garrix | Lauréat  | [ 104 ] |
| 2016  | MTV Europe Music Awards | Meilleure performance World Stage        | Martin Garrix | Lauréat  | [ 104 ] |
| 2016  | NRJ Music Awards        | Meilleur DJ au monde                     | Martin Garrix | Lauréat  | [ 105 ] |
| 2016  | NRJ Music Awards        | Meilleure performance scénique           | Martin Garrix | Lauréat  | [ 105 ] |
| 2017  | WDM Radio Awards        | Best DJ                                  | Martin Garrix | Lauréat  | [ 106 ] |
| 2017  | WDM Radio Awards        | King of Social Media                     | Martin Garrix | Lauréat  | [ 106 ] |

## Top 100DJ Mag
- 2013 : #40 (entrée)[107]
- 2014 : #4 (+36)[108]
- 2015 : #3 (+1)[109]
- 2016 : #1 (+2)[110]
- 2017 : #1 (=)[111]
- 2018 : #1 (=)[112]
- 2019 : #2 (-1)[113]
- 2020 : #3 (-1)[114]
- 2021 : #2 (+1)[115]
- 2022 : #1 (+1)[116]
- 2023 : #3 (-2)[117]
- 2024 : #1 (+2)[118]